# یواس‌سی‌جی‌سی راش (دبلیواچ‌ئی‌سی-۷۲۳)
یواس‌سی‌جی‌سی راش (دبلیواچ‌ئی‌سی-۷۲۳) (به انگلیسی: USCGC Rush (WHEC-723)) یک کشتی است که طول آن ۳۷۸ فوت (۱۱۵ متر) می‌باشد. این کشتی در سال ۱۹۶۸ ساخته شد.